# ملوین ون پیبلز
ملوین ون پیبلز (انگلیسی: Melvin Van Peebles؛ ۲۱ اوت ۱۹۳۲ – ۲۱ سپتامبر ۲۰۲۱) کارگردان فیلم، رمان‌نویس، فیلم‌نامه‌نویس، تدوین‌گر، بازیگر، تهیه‌کننده فیلم، آهنگساز، نقاش، فیلم‌ساز، و نمایشنامه‌نویس اهل ایالات متحده آمریکا بود که نقش مهمی در پیدایش موج نو سینمای سیاهپوستان در دهه هفتاد میلادی داشت. او به عقیده بسیاری، پدرخوانده سینمای مدرن سیاهپوستان محسوب می‌شود

## زندگی‌نامه
ملوین ون پیبلز در شیکاگو متولد شد و علاوه بر سینما، در زمینه داستان‌نویسی، تهیه‌کنندگی تئاتر موسیقی، و نقاشی نیز فعال بود. او به دلیل دید و نگاه خاص هنری، و رویکرد نامتعارف و جسورانه سینمایی خود، الهام‌بخش نسل جوانی از کارگردان‌های آفریقایی‌تبار مانند اسپایک لی یا جان سینگلتون بود که بعدها به ستاره‌های بزرگی در این عرصه تبدیل شدند. ملوین ون پیبلز هنگامی که ساکن پاریس بود، نخستین فیلم خود با عنوان داستان یک گذر سه روزه را کارگردانی نمود که بسیار موفق بود و به عنوان یک سینماگر مستعد شناخته شد. او در سال ۱۹۷۰ فیلم مرد طالبی را برای استودیو کلمبیا ساخت و یکی از معدود سینماگران آفریقایی‌تباری بود که در آن دوران در هالیوود کارگردانی کرد. اکثر آثار این هنرمند بر مسائل نژادی، زندگی آمریکاییان آفریقایی‌تبار، و ناهنجاری‌های اجتماعی تمرکز داشت که سوژه‌های مورد علاقه شرکت‌های بزرگ فیلمسازی هالیوود نبود و به همین از حمایت چندانی برخوردار نشد. یکی از ویژگی‌های مهم فیلمسازی ملوین ون پیبلز، تأمین بودجه تولید آثارش به صورت مستقل بود، و برخی فیلم‌های خود را فقط به صورت محدود در سینماهای کوچک نمایش داد. با این حال به دلیل استقبال گسترده آفریقایی‌تبارها، فیلم‌های کم بودجه او در گیشه پرفروش بود و از آثار موفق سینمای مستقل محسوب می‌شوند.
به نوشته نیویورک تایمز، ملوین ون پیبلز «نخستین مرد آفریقایی‌تباری است که توانست در صنعت هنر و سرگرمی، مرد سفیدپوست را در بازی که متعلق به خود اوست، شکست دهد.» این فرمول را در دهه‌های بعد بسیاری از سینماگران مستقل آفریقایی‌تبار ادامه دادند و دستاوردهای ارزنده‌ای کسب کردند. ملوین ون پیبلز تا اواخر دهه ۱۹۹۰ میلادی در عرصه هنر فعال بود و پس از آن به صورت محدود در تولید پروژه‌های مختلفی مشارکت داشت، و در چند مورد نیز با پسرش ماریو ون پیبلز همکاری کرد.

## درگذشت
در روز سه شنبه در ۸۹ سالگی، در منزل خود در منطقه منهتن نیویورک درگذشت.

## گزیده فیلمشناسی
وی بین سال‌های ۱۹۵۵ تا ۲۰۲۱ میلادی فعالیت می‌کرد. از فیلم‌ها یا برنامه‌های تلویزیونی که وی در آن نقش داشته‌است می‌توان به ترمینال سرعت، آخرین حرکت قهرمان، مشت ستاره شمالی، گروه تعقیب، خاموشی و آرواره‌ها: انتقام اشاره کرد.

## جوایز
وی همچنین برندهٔ جوایزی همچون لژیون دونور (فرمانده) شده‌است.